# اولوچنار (امام‌اغلو)
اولوچنار (به ترکی استانبولی: Uluçınar) یک منطقهٔ مسکونی در ترکیه است که در امام‌اغلو واقع شده‌است.